# Ямашево (Рыбно-Слободский район)
Ямашево (Ямаш) — село в Рыбно-Слободском районе Республики Татарстан.
Расположено на реке Суша в северо-восточной части района, в 30 км к северо-востоку от поселка городского типа Рыбная Слобода и в 110 км к востоку от города Казань.

## История
Известно с 1680 года как Починок на пустоши Кибекеевской. В дореволюционных источниках упоминается также как Кибак, Емашева. В XVIII - 1-й половине XIX века жители относились к категории государственных крестьян. Занимались земледелием, разведением скота, изготовлением дуг. В середине XVIII века часть жителей селения была насильственно крещена, в 1866 году вернулась к исповедованию ислама. В начале XX века здесь функционировали мечеть, медресе, 2 мельницы, 4 мелочные лавки. В этот период земельный надел сельской общины составлял 1906 десятин.
По сведениям переписи 1897 года, в деревне Ямашево Лаишевского уезда Казанской губернии жили 890 человек (438 мужчин и 452 женщины), из них 878 мусульман.
До 1920 года село входило в Урахчинскую волость Лаишевского уезда Казанской губернии. С 1920 года в составе Лаишевского кантона Татарской АССР. С 1927 года в Рыбно-Слободском, с 1935 года в Кзыл-Юлдузском районах. В 1963—1965 годах в связи с ликвидацией Рыбно-Слободского района входил в состав Мамадышского района. С 1965 года вновь вошел в состав Рыбно-Слободского района.

## Население
| 1782       | 1859 | 1897 | 1908 | 1920 | 1926 | 1938 | 1949 | 1958 | 1970 | 1989 | 2002 | 2010 |
| ---------- | ---- | ---- | ---- | ---- | ---- | ---- | ---- | ---- | ---- | ---- | ---- | ---- |
| 122 (муж.) | 619  | 974  | 1311 | 1229 | 1200 | 1130 | 844  | 745  | 908  | 639  | 586  | 485  |